# Żaglowiec (skała)
Żaglowiec – skała na wzniesieniu Kołaczyk w miejscowości Kroczyce w województwie śląskim, w powiecie zawierciańskim, w gminie Kroczyce. Wzniesienie Kołaczyk należy do tzw. Skał Kroczyckich i znajduje się w obrębie rezerwatu przyrody Góra Zborów na Wyżynie Częstochowskiej. Przez wspinaczy skalnych opisywane jest jako Góra Kołoczek.
Żaglowiec to wapienna skała znajdująca się w lesie w środkowej części grupy skał Kołaczyka. Ma kształt słupa złożonego z dwóch bloków skalnych wyrastających ze wspólnej podstawy. Ściany połogie, pionowe lub przewieszone o wysokości 8–10 m. Wspinacze skalni zaliczają ją do sektora Kajak, Okręt, Żaglowiec. Na Żaglowcu poprowadzili 4 trudne drogi wspinaczkowe (VI– VI.3 w skali Kurtyki), oraz jedną łatwą o II stopniu trudności. Są częściowo obite ringami i mają stanowiska zjazdowe.

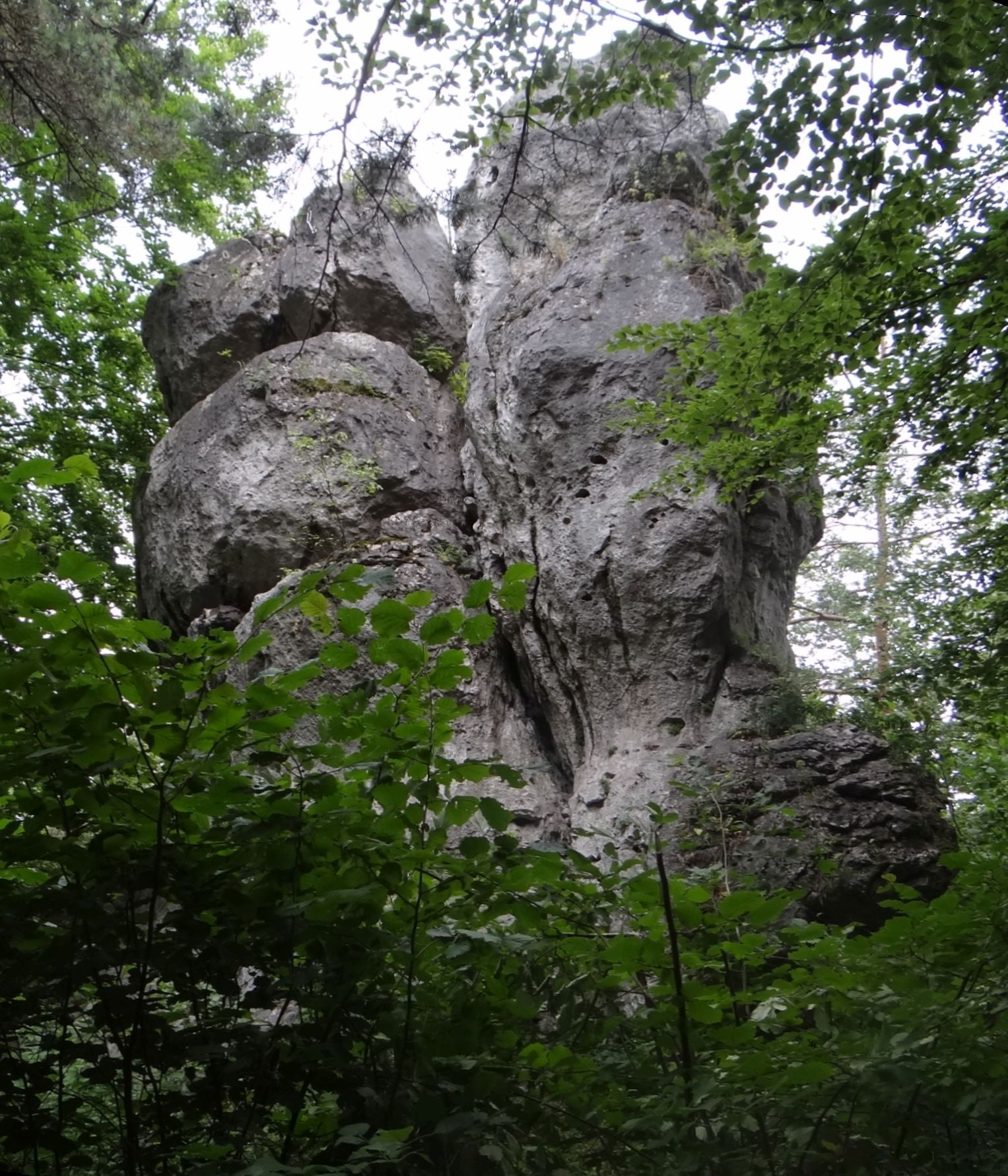
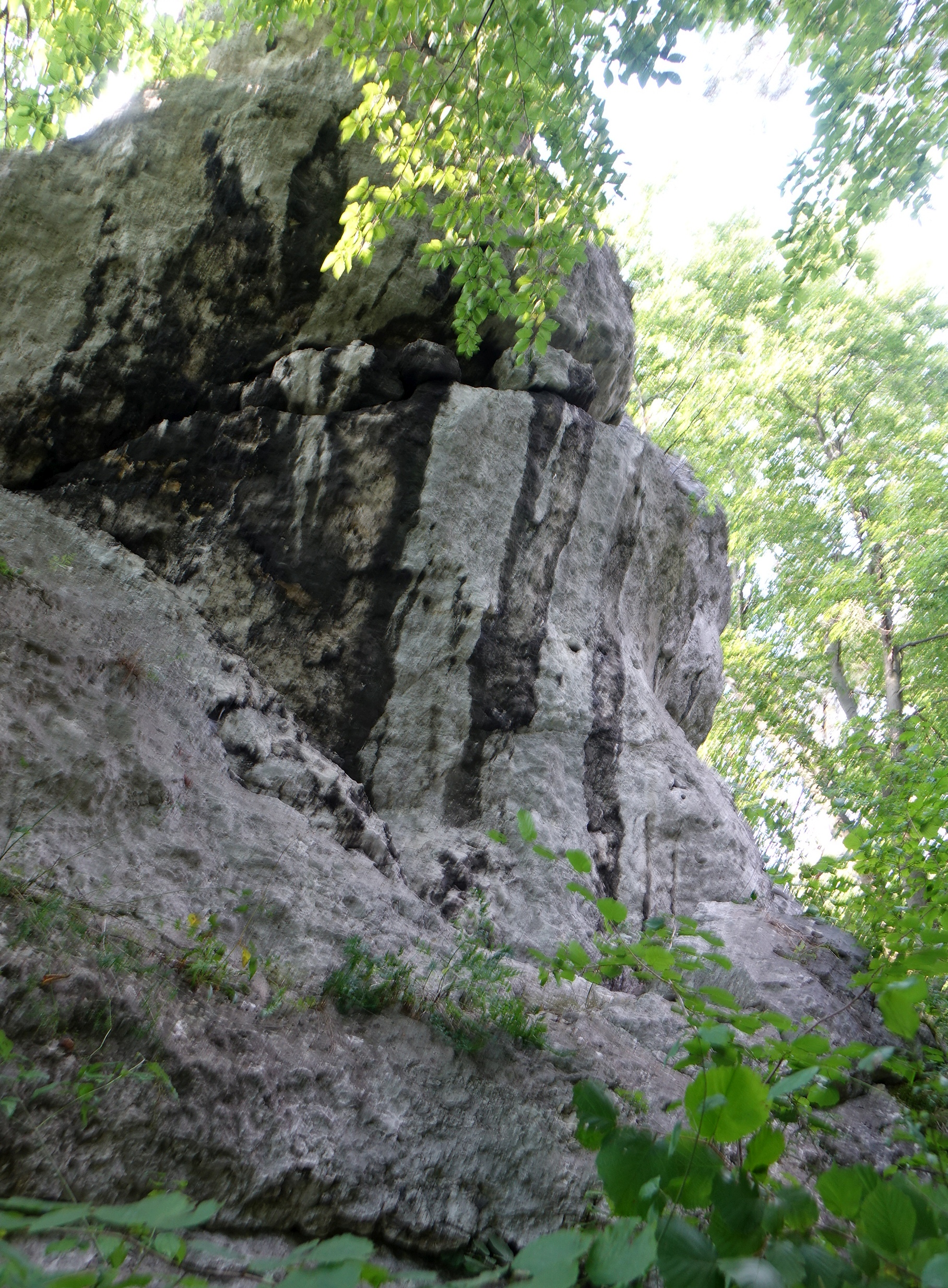
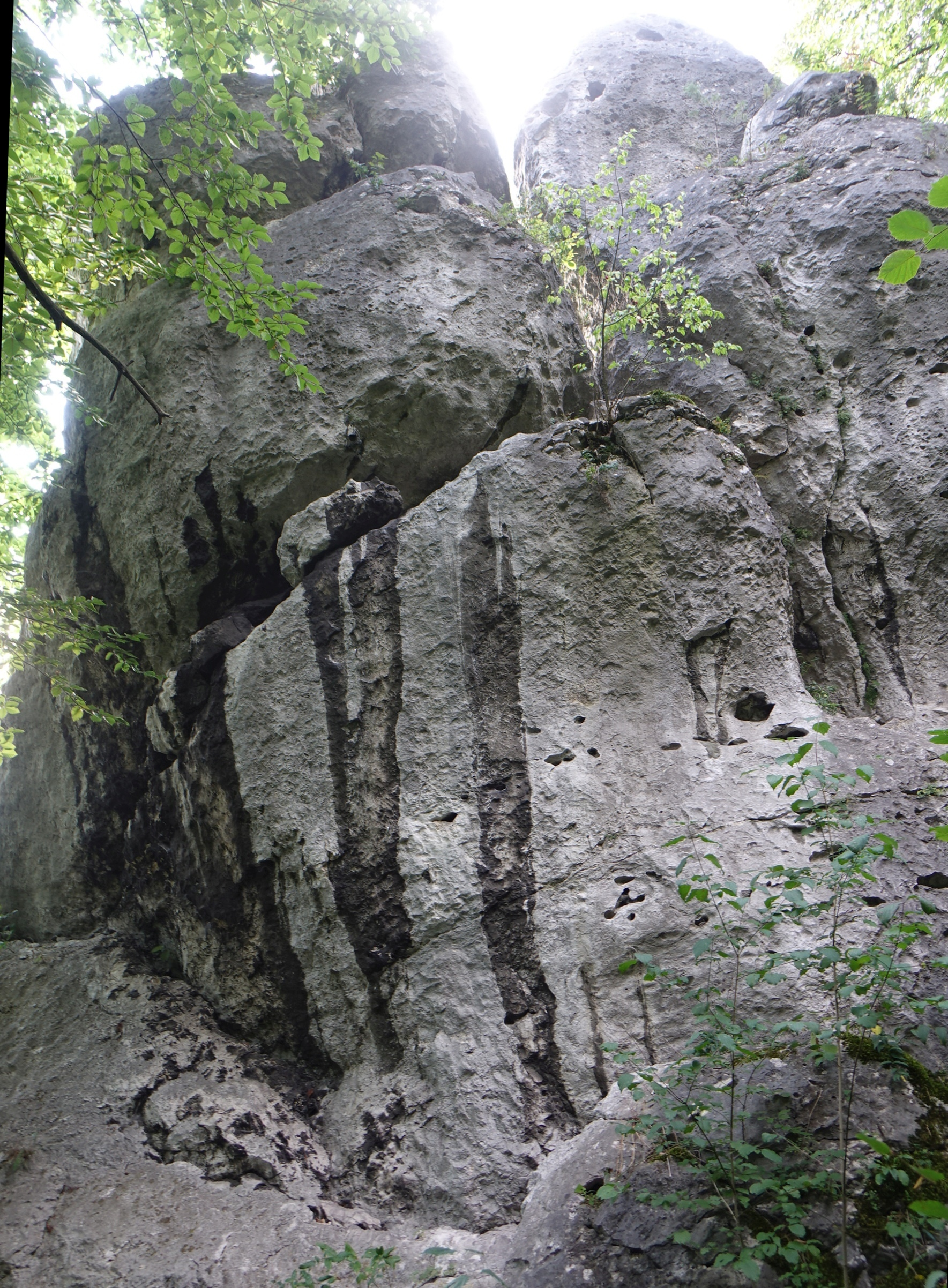

1. Dla Kropeczki; 2r + st, VI, 8 m
2. Szkwał; 3r + st, VI.2+/3, 10 m
3. Bez nazwy; II 0.00 10 m
4. Bez nazwy; st, VI.1, 10 m
5. Bez nazwy; st, VI.1[3].